# Policefàlia

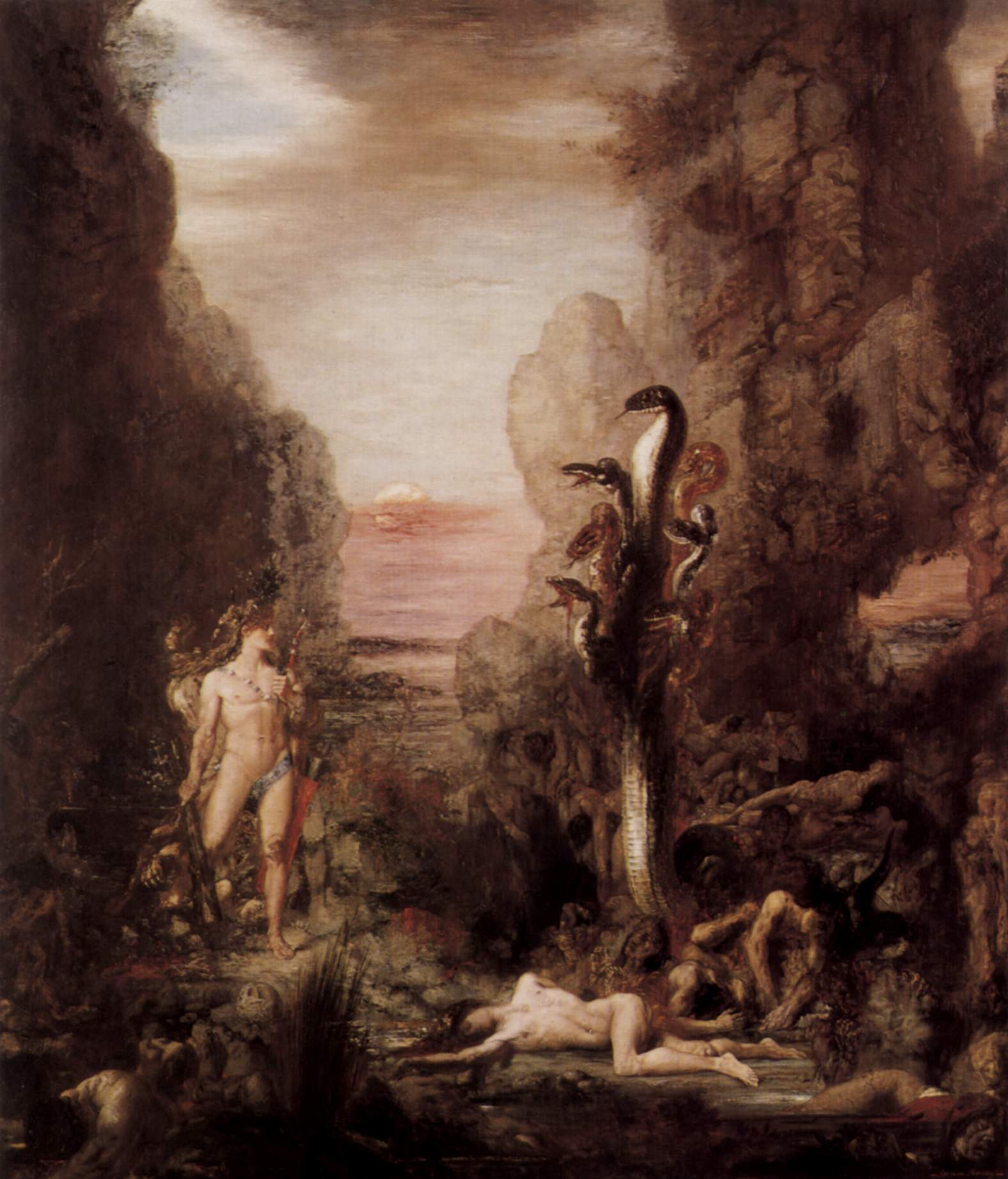
Hèracles i l'Hidra de Lerna per Gustave Moreau: L'hidra és potser l'animal mitològic més conegut amb múltiples caps, també popularitzat amb diversos ajustaments en fantasia.

La policefàlia és la condició de posseir més d'un cap. El terme es deriva de les paraules poly, que significa 'moltes' i de kephal, que significa "cap" i abasta altres termes com bicefàlia i dicefàlia (tots dos fan referència a posseir dos caps). Una variació d'aquest cas és un animal o un èsser humà nascut amb dues cares en un sol cap, una anomalia coneguda com a diprosopia. En medicina i veterinària tots aquests casos són malalties congènites cefàliques.
Hi ha moltes ocurrències d'animals amb múltiples caps, tant en la vida real com en la mitologia. A la literatura de l'antiga Grècia, Sòfocles va ser qui per primera vegada descriu a Cèrber, guardià del món dels morts, com un gos tricèfal (τρίκρανον σκύλακα) en els versos finals de Les traquínies. A l'heràldica i la vexil·lologia, l'àguila bicèfala és un símbol comú, encara que no se sap si tal animal alguna vegada va poder haver existit. La figura d'un ocell bicèfal es troba, al llarg de diferents èpoques, en moltes cultures d'arreu del món. Diverses civilitzacions de l'Amèrica precolombina, com ara la mochica, mostren entre la seva iconografía nombrosos motius que representen rèptils bicèfals de caràcter simbòlic.
Els animals bicèfals o tricèfals són, en conjunt, l'únic tipus de criatures amb múltiples caps vistes en el món real i són formats pel mateix procés que origina els bessons siamesos: tots ells són el resultat de la unió secundària de dos discos embrionaris monocigòtics originalment separats. Un exemple extrem d'això és la condició mèdica anomenada craniopagus parasiticus, en la qual el cos completament desenvolupat d'un dels bessons té un cap principal i un altre cap paràsit pertanyent al segon bessó, ambdós units per la regió temporal o per la part més superior del crani.

## Esdeveniments

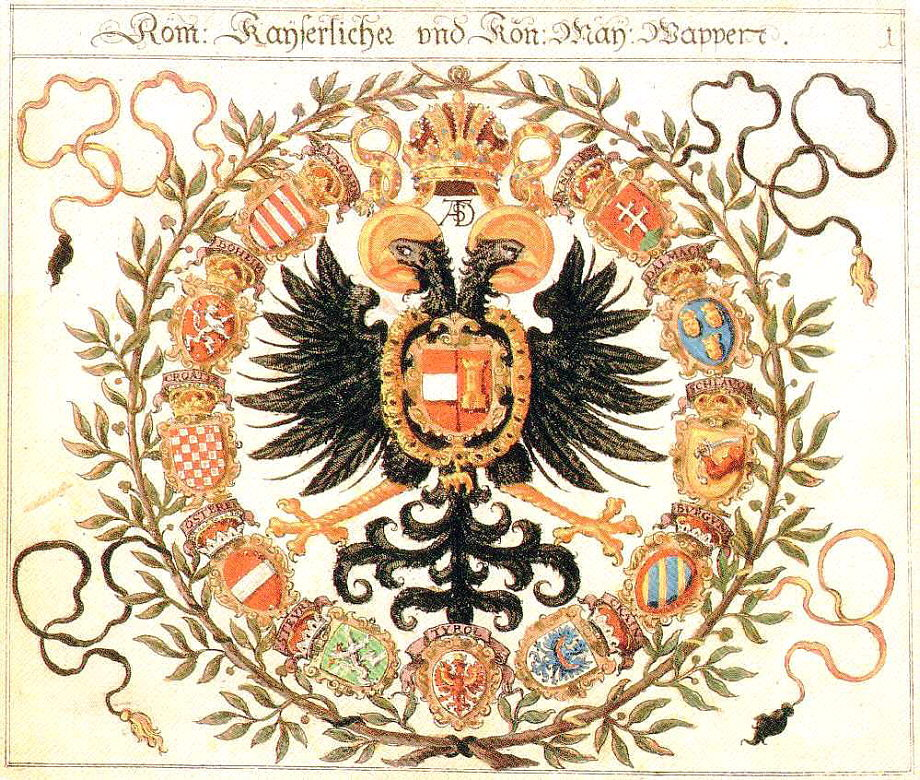
Escut Imperial de Carles V del Sacre Imperi Romanogermànic. En heràldica és molt comú l'ús del àguila bicèfala.

Les persones i animals de dos caps, malgrat la seva raresa, s'han documentat durant molt de temps, per donar testimoni escrit de la seva existència. És una alteració corporal que s'ha registrat en bessons siamesos humans, no tots ells del tipus dicefàlic, des de l'any 945. Els "Germans escocesos" eren siamesos, nascuts el 1460 (la data exacta varia), amb dicefàlia. .

### Novetat i estudi
Els animals policefálics apareixen sovint als titulars de les notícies locals quan són trobats. Els animals de dos caps més comunament observats són tortugues i serps. Altres espècies amb presència de dos caps que es coneguin inclouen els bovins, les ovelles, les cabres, els porcs, els gats, els gossos, les llamprees, els ratpenats, les sargantanes, les gambes i els taurons. El 1894, una perdiu de dos caps va ser reportada en Boston, Massachusetts. Era un fet notable que aquest animal dicèfal sobrevisqués fins a l'edat adulta amb dos caps perfectes. Els científics han publicat en diaris moderns sobre els resultats de la dissecció d'aquests peculiars animals des d'almenys la dècada del 1930. Un diari el 1929 va descriure l'anatomia d'un gatet de dos caps. L'animal bicèfal més antic que s'ha trobat és el fòssil d'un rèptil marí anomenat Hyphalosaurus lingyuanensis, mort molt jove durant el període Cretaci (fa uns cent-vint milions d'anys) al nord-est de l'actual Xina.
Els animals policefàlics, per la seva raresa, són un tema que atrau l'atenció general. "We", una serp albina nascuda en captivitat l'any 2000, va ser programada per ser subhastada en eBay amb un preu previst en $ 150.000 (al voltant de £ 87.000), encara que la política de l'empresa sobre el comerç d'animals vius va evitar la venda. El 31 de gener del 2006, el World Aquarium anunciar que "We" va ser adoptat per la Corporació Nutra Pharma, una companyia de biotecnologia que elaboraba fàrmacs utilitzant verí i toxines modificades de la cobra. "We" va morir de causes naturals als vuit anys d'edat en juny de 2007.
Els animals de camp de dos caps viatgen a vegades amb les espectacles d'animals a les fires de pobles i ciutats. Molts museus d'història natural exhibeixen exemplars d'animals bicèfals dissecats. El Museu de Lausana, Suïssa i el Museu de Ripley,a Gatlinburg, (Tennessee) tenen col·leccions d'animals preservats amb més d'un cap .

### Anatomia i aptitud

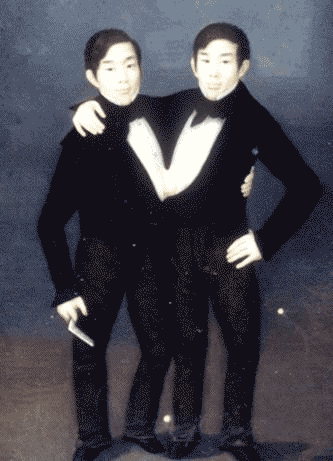
Un retrat de Chang i Eng Bunker, al voltant de 1836.

Cada cap d'un animal policefàlic té el seu propi cervell i comparteix d'alguna manera el control dels òrgans i membres del cos, encara que l'estructura específica de les connexions nervioses varia segons el cas. Els animals es mouen sovint d'una manera desorientada i marejada, amb els cervells "debatent" l'un amb l'altre; alguns animals simplement zigzaguegen sense aconseguir arribar a cap lloc. Els caps de les serps policefàliques poden atacar-se i fins i tot intentar engolir-se mútuament. Així, els animals policefàlics sobreviuen amb molta dificultat en la vida salvatge i moren abans que els animals monocèfals normals.
La majoria de les serps de dos caps viuen només per alguns mesos, encara que algunes, que s'han reportat, poden viure una vida completa i fins i tot s'han reproduït amb un descendent nascut amb total normalitat. Una serp albina negra de dos caps, amb les gorges i els estómacs separats, va sobreviure per 20 anys. "We", la serp albina de rata de dos caps, va sobreviure en captivitat per 8 anys. Existeix certa especulació que l'endogàmia de serps en captivitat augmenta les ocasions d'un naixement amb aquesta anomalia.
Un famós cas modern és el dels bessones humanes dicefàliques Abigail i Brittany Hensel, nascudes el 1990. Les bessones tenen dos caps, dos cors, tres pulmons, i dos medul·les espinals, i comparteixen els altres òrgans. Cada bessona controla els membres en el seu respectiu "costat", i amb coordinació poden caminar, córrer, i fins i tot tocar el piano.

### Un o dos animals?
És difícil dibuixar la línia entre què es considera "un animal amb dos caps" o "dos animals que comparteixen un mateix cos". Pel que fa als éssers humans, es consideren als bessons siamesos dicèfals com ara Abigail i Brittany Hensel "bessones", és a dir, dos individus. Això té sentit perquè hi ha una àmplia gamma de formes de siamesos, i els bessons siamesos no dicèfals poden ser separables amb cirurgia, com en el cas de Chang i Eng Bunker. Encara que les bessones Hensel tinguin només un parell de braços i cames en total, cada bessona controla una part dels membres del cos. D'altra banda, Syafitri, nascuda l'any 2006 a Indonèsia, se li va ser donada un sol nom pels seus pares perquè ella tenia només un cor. Amb altres animals, policefàlia es descriu generalment com "un animal amb dos caps". Un dels caps, especialment en animals de tres caps, pot estar poc desenvolupat o greument malformat i apenes participar en la regulació de les funcions corporals.